# International Superstar Soccer 2000
International Superstar Soccer '98 (Japans:  実况Jリーグ1999パーフェクトストライカー2, Jikkyō J-League 1999: Perfect Striker 2) is een videospel dat werd uitgegeven door Konami. Het spel kwam in 2000 uit voor de Game Boy Color en de Nintendo 64. Een jaar later volgde een release voor de Sony PlayStation.

## Platforms
| Jaar | Platform                    |
| ---- | --------------------------- |
| 2000 | Game Boy Color, Nintendo 64 |
| 2001 | PlayStation                 |

## Ontvangst
| Beoordeeld door                      | Platform       | Datum           | Score |
| ------------------------------------ | -------------- | --------------- | ----- |
| Total! (Duitsland)                   | Nintendo 64    | augustus 2000   | 95%   |
| Consoles Plus                        | Nintendo 64    | september 1999  | 92%   |
| Nintendojo                           | Nintendo 64    | 2000            | 90%   |
| X64                                  | Nintendo 64    | oktober 1999    | 90%   |
| Mag'64                               | Nintendo 64    | 21 oktober 2000 | 89%   |
| Super Play                           | Nintendo 64    | september 2000  | 80%   |
| Power Unlimited                      | Nintendo 64    | oktober 2000    | 80%   |
| Playmag                              | Nintendo 64    | oktober 2000    | 75%   |
| Jeuxvideo.com                        | Nintendo 64    | 19 oktober 2000 | 75%   |
| Consoles News                        | Nintendo 64    | oktober 2000    | 72%   |
| Consoles Plus                        | Game Boy Color | oktober 2000    | 70%   |
| Eurogamer.net (GB)                   | Game Boy Color | 26 oktober 2000 | 40%   |
| Super Play                           | Game Boy Color | juli 2000       | 40%   |
| Pocket Magazine / Pockett Videogames | Game Boy Color | 1 december 2000 | 40%   |